# ジャブ

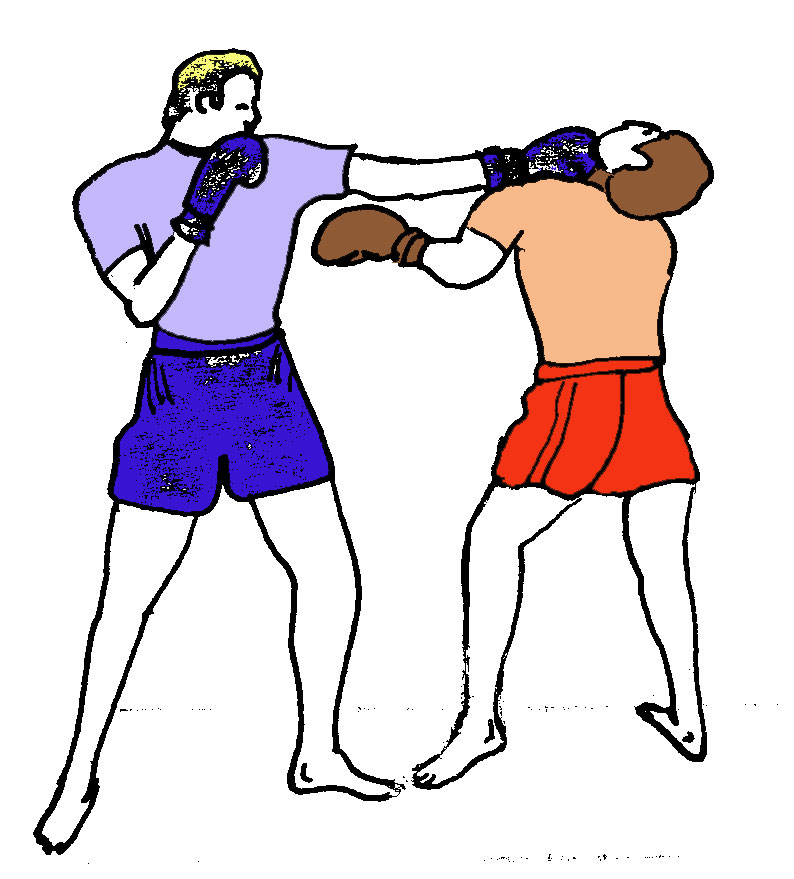
ジャブ

ジャブ（英: jab）は、ボクシングなどの拳を使った打撃が認められている格闘技において、フックやストレートほどには腰を使わず、力をあまり入れない状態で放つパンチのこと。威力はないが、コンビネーションや牽制など技術としての重要度は高く、ボクシングでは特に使用頻度が高い攻撃であり、非常に重宝される基本テクニックの一つである。

## 概要
強さよりもスピードとテンポを重視しており、威力を犠牲にしてスピードを極限まで高める特性から、しばしば格闘技における最速の打撃技とも称される。腰の回転を使わず腕の瞬発力をもって放つため、相手に与えるダメージは大きくはない。ジャブはダメージを与えることに主眼を置かず、
- 距離を測る
- 牽制し有利な距離を保つ
- 連続攻撃のきっかけを作る
- 細かいダメージを蓄積する
- 正確に当て続けポイントを稼ぐ
- 相手の視界をさえぎる
- わざと出して相手を誘う（相手に反応させることで射程に入り、ディフェンスから攻撃に結びつける）

といった様々な使用法がある。

## 歴史
1892年9月7日、ジョン・L・サリバン対ジェームス・J・コーベット戦において、コーベットは当時のスタイル「スタンド・アンド・ファイト」ではなく、相手から距離をとってパンチをかわし左の軽いジャブを当てるというフットワークのあるスタイルでサリバンを21回KOし勝利を収めた。しかし当時の民衆にこの戦法は受け入れられず、「卑怯者の戦法」と呼ばれた。
現在ではボクシングにおいてジャブは必須事項ともいえる基本テクニックである。ジャブを放つことに特化したデトロイトスタイルが開発されるなどさらなる発展を続けている。一方、黎明期に流行したクロスガード（腕を顔の前に交差するように構えるスタイル）などは構えの構造上ジャブが使い難く、ダッキングやスウェーをはじめとする防御技術の発展などの理由からスタイルとしては衰退した。

## その他
- ジャブの違った表現として「リードブロー」と呼ぶことがある。ジャブを使用して試合のペースを握り、勝利を導く、または右ストレートを当てるための道程を作るといった意味で使用される。リードパンチ、単にリードと使用されることもある。
- ジャブのバリエーションとして、トーマス・ハーンズなどが得意としたフリッカージャブがある。これは腕全体をしならせることでスナップを効かせ、オーソドックスからのジャブとは異なる軌道で相手の顔面を捉える変則ブローである。長身でなおかつ長いリーチを持つ選手に向くとされており、事実フリッカージャブの名手として知られるハーンズは身長185cm、リーチ198cmと中量級の選手としては理想的な体格を持っていた。日本人ボクサーの使い手としては辰吉丈一郎などがいるが、元来フリッカージャブは瞬発力に優れリーチの長い黒人選手向けのテクニックとされているためか、日本国内では一般的な技術とは言い難い。また、オーソドックス等からの一般的なジャブに比べ、体重を乗せづらいゆえに相手にダメージを与えることには向かないという短所もある。
- ジャブとは別に、強く打つ左ストレートをそう表現することがある。ジャブに織り交ぜての左ストレートを有効に使用する選手も存在し、畑中清詞が世界王座を奪取した試合では巧みな左ストレートを駆使し数度のダウンを奪っている。最後のダウンを奪ったパンチも左ストレートであった。畑中はこのパンチを「全キャリアで最高のパンチだった」とコメントしている。
- ボクシング以外の格闘技におけるジャブの使い手としては、K-1王者のセミー・シュルトが挙げられる。長身と長いリーチから繰り出されるジャブは角度もあり、対戦相手がまともに被弾しているシーンもしばしば見られる。なおシュルトは左利きだが、構えは右オーソドックスである。